# فج حوضین
فج حوضین (به عربی: فج الحوضين) یک شهرداری در الجزایر است که در استان مدیه واقع شده‌است. فج حوضین ۵٬۰۱۹ نفر جمعیت دارد.